# Noicattaro
Noicattaro ist eine italienische Gemeinde in der Region Apulien in der Metropolitanstadt Bari.

## Geografie
Die Gemeinde hat 25.912 Einwohner (Stand 31. Dezember 2023). Die Nachbargemeinden sind: Bari, Capurso, Casamassima, Cellamare, Mola di Bari, Rutigliano und Triggiano.

## Wirtschaft
Die Gemeinde ist ein Zentrum der Produktion und des Vertriebes von Tafeltrauben.

## Verkehr
Noicattaro hat einen Bahnhof an der Bahnstrecke Bari–Martina Franca–Taranto.

## Söhne und Töchter
- Nicola Laudadio (1891–1969), Jesuit, Missionar und Bischof von Galle in Sri Lanka